# Семевод
Семевод је код сисара парни канал који проводи сперматозоиде из тестиса до простате. Семевод је саставни део мушког репродуктивног система. Семеводи заједно са семеним везикулама и ејакулаторним каналом мере од 40 до 45 центиметара.

## Анатомија
Канал полази од завршетка пасеменика у задњем делу тестиса. Затим пролази кроз сперматичну врпцу, изнад бешике и потом улази у простату. Семеводи су симетрични али различити по дужини. Слузокожа семевода је сачињена од псеудостратификованог призматичног епитела. Дијаметар унутрашњег дела канала, код особа којима је извршена вазектомија износи од 0,45 до 0,66 мм. Прегледом семевода може се видљиво уочити да семеводи нису истог изгледа. 

## Функције
Ако се уради вазектомија (одстрањење или прекид семевода) тестиси настављају да производе сперматозоиде. Неки стручњаци тврде да може доћи до промене у ткиву тестиса поготову ако је вазектомија вршена близу тестиса. Код неких пацијената мобилни сперматозоиди могу бити произведени након преокрета вазектомије.